# EIN-Codierung

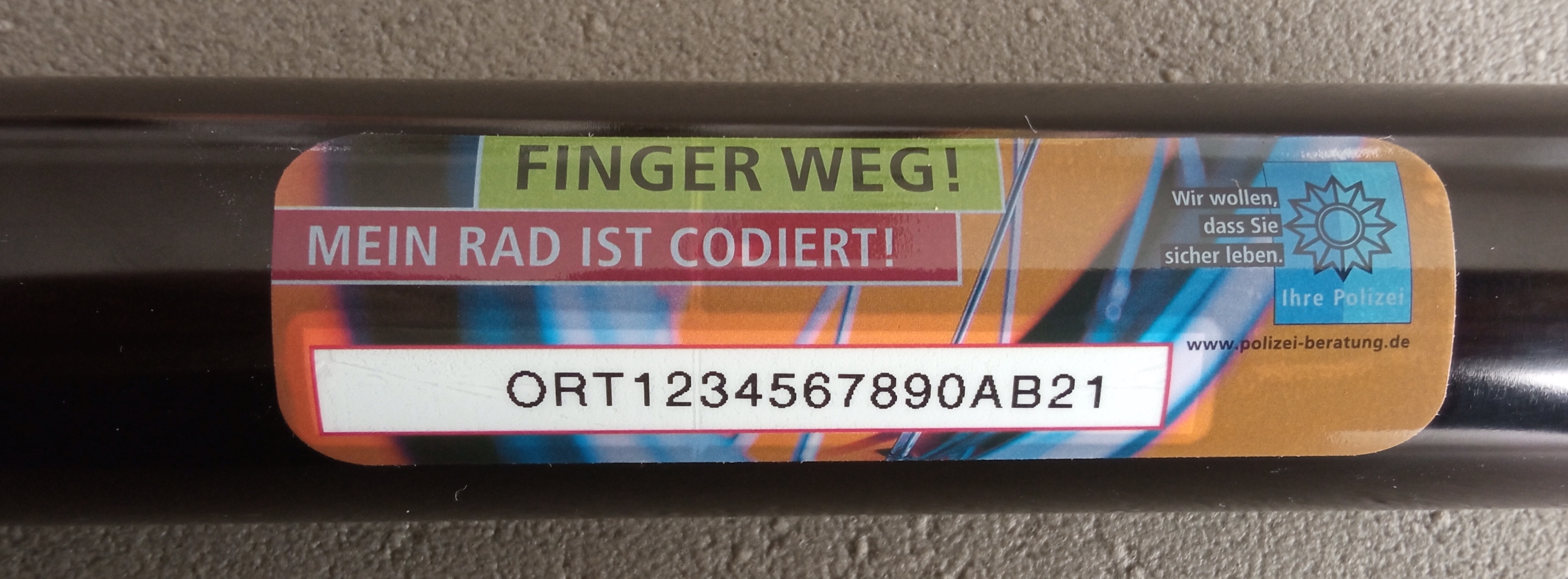
Fahrradcodierung mit EIN-Code

EIN – die Eigentümer-Identifizierungs-Nummer wird bundesweit von der Polizei, dem Allgemeinen Deutschen Fahrrad-Club, der Deutschen Verkehrswacht und vielen Fahrradhändlern zur Wertsachencodierung eingesetzt. Mit Hilfe von EIN kann die Eigentumskriminalität wirksam eingeschränkt und Fundsachen den Eigentümern zurückgegeben werden.
EIN entstand aus dem Projekt FEIN (Friedberger Eigentümer-Identifikations-Nummer) der Polizeidirektion Friedberg zur präventiven und repressiven Kriminalitätsbekämpfung, das ein bereits bestehendes Verfahren der Polizei Bergisch Gladbach weiterentwickelte.
Das Verfahren wurde ursprünglich zur Kennzeichnung von Fahrrädern erfunden, eignet sich aber für alle Wertgegenstände, die dauerhaft mit einer individuellen Eigentümer-Kennzeichnung markiert werden können.

## Sinn der EIN-Codierung
Der Rückschluss auf den Eigentümer einer Sache ist sofort möglich. Die EIN-Kennzeichnung ist leicht nach dem Wohnort rekonstruierbar. Die EIN-Kennzeichnung ist „selbsterklärend“ und bedarf keiner Registrierung und damit keiner Datenverwaltung. Eine EIN-Kennzeichnung macht Wertgegenstände für Diebe und Hehler unattraktiv und erhöht das Entdeckungsrisiko. Fundsachen mit EIN-Kennzeichnung können dem Eigentümer zurückgegeben werden. Die EIN-Kennzeichnung kann auf nahezu alle Gegenstände aufgebracht werden.
Der Diebstahl von Wertgegenständen ist kaum aufzuklären, wenn nicht nachgewiesen werden kann, wer der rechtmäßige Eigentümer ist. So ist es nicht verwunderlich, wenn derzeit nach aufwändigen Diebesgut-Ausstellungen rund 90 % der Gegenstände an Tatverdächtige zurückgegeben werden müssen. Nach Wohnungseinbrüchen können Individualnummern von entwendeten Gegenständen nur in ganz geringem Umfang (ca. 2 %) genannt werden, so dass die Kriminalitätsbekämpfung außerordentlich erschwert wird.
Bei Fahrrädern ist eine oft vorhandene Rahmennummer nach DIN 79100 nicht personengebunden und sollte mit dem EIN-Code ergänzt werden.
Besonderheiten
- Bei Fahrrädern kann der Rahmen für die Codierung ungeeignet sein, wenn er aus Carbon oder sehr dünnwandigen Rohren[3] (Leicht-Rad) besteht oder aus sonstigen technischen Gründen etwas gegen ein Eingravieren spricht. Carbonrahmen dürfen auch nicht durch Prägung gekennzeichnet werden.

- Bei Veräußerungen (das schließt neben dem gewöhnlichen Verkauf auch die Schenkung ein) muss immer ein Veräußerungsbeleg gefertigt und dem neuen Eigentümer mitgegeben werden, damit dieser den rechtmäßigen Erwerb an der Sache nachweisen kann. Über den Code kommt die Polizei immer zu dem Eigentümer, auf den diese Codierung erfolgte – sofern sie keine gegenteiligen Informationen hat.

Auf den Codierschlüssel können Polizei und Einwohnermeldeämter zugreifen.

## Anbringung

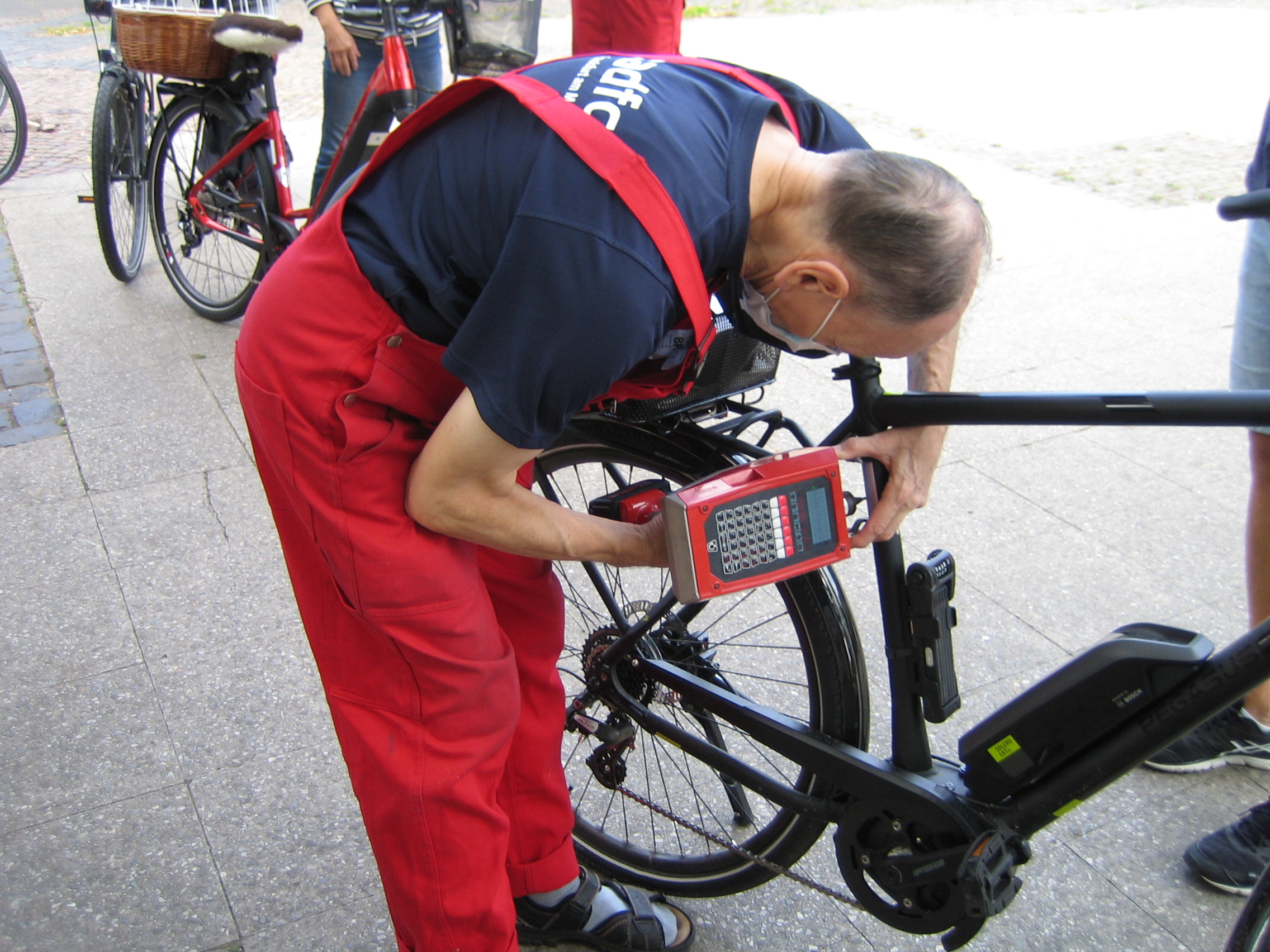
Ein Fahrrad wird mittels Nadelprägegerät codiert.

Wichtig ist, eine nach außen hin sichtbare, möglichst unveränderliche EIN-Kennzeichnung auf einem wesentlichen Teil des Gegenstandes (so am Gehäuse) anzubringen. Dabei ist eine zusätzliche und mehrfache Kennzeichnung, auch im Innern des Gegenstandes, empfehlenswert. Die EIN-Kennzeichnung ist fortlaufend und ohne Lücken (Verfälschungsgefahr) anzubringen. Die EIN-Kennzeichnung muss immer nach der gleichen Systematik erfolgen, um Verwechselungen von Buchstaben und Zahlen zu vermeiden, die z. B. die polizeiliche Sachfahndung in Frage stellen würden.

## Voraussetzung
Wollen Eigentümer ihre EIN-Codierung an einem geeigneten Gegenstand anbringen lassen, sollten sie folgende Vorgaben erfüllen:
- Ausfüllen der allgemeinen Erhebungserklärung zwecks EIN-Codeermittlung sowie einer Erklärung, dass sie der rechtmäßige Eigentümer sind oder stattdessen Vorlage des Kaufbelegs, aus dem das Datum des Erwerbs ersichtlich ist.
- Vorlage eines Dokumentes mit Lichtbild, aus dem ihr Name und ihre Anschrift hervorgeht (Führerschein, Reisepass, Personalausweis etc.)

## Systematik
| Angabe                    | Stellen | Anmerkungen |
| ------------------------- | ------- | --- |
| Kfz-Kennzeichen           | 1 – 30  | Das amtliche Kfz-Kennzeichen für den jeweiligen Zulassungsbezirk des Wohnortes, z. B. - M für München - FB für den Wetteraukreis - WES für Wesel wiederaufgelebte Alt- und Wunschkennzeichen wie DIN (für ehemaligen Kreis Dinslaken) sind ungeeignet. |
| Gemeindeschlüssel         | 2 – 3   | d. h. die Endziffern des Amtlichen Gemeindeschlüssels - 2 Stellen in Bremen, Hessen, Niedersachsen, Nordrhein-Westfalen und Saarland - 3 Stellen in Baden-Württemberg, Bayern, Brandenburg, Mecklenburg-Vorpommern, Rheinland-Pfalz, Sachsen, Sachsen-Anhalt, Schleswig-Holstein, Thüringen - wird bei Berlin und Hamburg durch einen Bindestrich ersetzt |
| Schlüssel-Nr. der Straße  | 50      | - typischerweise nur Zahlen, vereinzelt auch Buchstaben - Hamburg hat traditionell nur vierstellige Straßenkennziffern (z. B. A123) |
| Hausnummer                | 30      | - z. B. 004, 036 - Zusatzbuchstaben wie 4a, 5 B oder kombinierte Hausnummern wie 6–8 oder 12/1 werden nicht weiter berücksichtigt |
| Initialen des Eigentümers | 20      | - gilt auch bei Doppel-Vor- und Familiennamen - von, de, auf der bleiben unberücksichtigt - Umlaute sind zulässig |

Der ADFC empfiehlt die Erweiterung um eine zweistellige Zahl für das Jahr der Codierung. Damit lassen sich nach Umzügen und bei größeren Wohneinheiten die zu den Initialen passenden Namen stark eingrenzen.
Abweichend vom EIN-System wird in Berlin statt des Straßenschlüssels und der Hausnummer das Geburtsdatum im Format TTMMJJ codiert. Bayern verwendet statt der dort nicht mehr gepflegten Straßenkennziffer eine Abkürzung des Straßennamens.

## Verbreitung
Das Hessische Landeskriminalamt hat mit einer Richtlinie für die Eigentumskennzeichnung von Fahrrädern, aber auch andere Wertgegenstände, die Ziel der Eigentumskriminalität sind, das sogenannte Friedberger Modell zur Anwendung empfohlen. Das EIN-Kennzeichnungssystem ist so überzeugend, dass es nach Beschluss der „Kommission Vorbeugende Kriminalitätsbekämpfung“ im Jahr 1997 von 15 Bundesländern (bei einer Gegenstimme des Landes Berlin) übernommen wurde. Der Durchbruch für diesen Beschluss der Bundesländer erfolgte aufgrund eines Vermittlungsvorschlags des Bundeskriminalamtes. Durch die Voranstellung des örtlich verwendeten Kfz-Kennzeichens für die jeweils individuelle Codierung ist es jedem Bundesland möglich, länderspezifisch weitere eigene Kriterien wie zum Beispiel Gemeinde- und Straßenschlüssel festzulegen, die durchaus von anderen Ländern abweichen können; gleichwohl bleibt der jeweilige Gegenstand individuell zuordenbar. Im Prinzip hat jedes Bundesland ein eigenes Konzept mit eigenen alpha-numerischen Kriterien, das jedoch über das Kfz-Kennzeichen gezielt erschlossen wird.
Die Sachverständigenkommission für Kriminalprävention der Hessischen Landesregierung (Landes-Präventionsrat) beurteilte die EIN-Konzeption als eine intelligente Möglichkeit, Diebstahlschutz zu bieten und unterstützt ebenfalls das von der Friedberger Polizei weiterentwickelte Konzept unter dem aktuellen Namen EIN-Codierung. Insofern werden allen in Hessen codierten Gegenständen örtliche Kfz-Kennzeichen aus Hessen vorangestellt und im Weiteren entsprechend dem Friedberger Konzept erfasst.